# Mouvement des Citoyens pour le Changement
De Mouvement des Citoyens pour le Changement (Burgerbeweging voor de Verandering, MCC) is een christendemocratische politieke partij in de Franse Gemeenschap van België. De partij werd door Gérard Deprez gesticht in 1998.
Deprez was de voorzitter van de PSC (het huidige cdH) van 1982 tot 1995. Hij verliet de PSC omdat hij mislukte in het vormen van een verbond tussen de PSC en de PRL. Bovendien was hij ontevreden met de verkiezing van Charles-Ferdinand Nothomb als nieuwe voorzitter. De druppel was echter de volkswoede na het slecht behandelen van de controverse rond de pedofiele seriemoordenaar Marc Dutroux, die Gérard Deprez liet beslissen een nieuwe partij op te richten. De MCC sloot zich onmiddellijk aan bij de alliantie van de PRL en de regionalistische FDF en stonden op een gezamenlijke lijst PRL-FDF-MCC voor de verkiezingen in 1999. Deprez werd verkozen tot Europees parlementslid en zat in de groep van de Europese Volkspartij en Europese Democraten. De MCC steunde de paars-groene regering-Verhofstadt I bestaande uit liberalen, socialisten en groenen, terwijl de PSC voor de eerste keer in 50 jaar naar de oppositie werd verwezen. PRL, FDF en MCC werden delen van de MR in 2002.
Bij de Europese parlementsverkiezingen van 2004 kwam er één partijlid van de MCC, Gérard Deprez, voor de MR in het Europees Parlement. Deze keer verkoos hij te zetelen bij zijn liberale bondgenoten van de Alliantie van Liberalen en Democraten voor Europa. De MCC werd deel van de pan-Europese Europese Democratische Partij.
In mei 2020 werd Marie-Christine Marghem de nieuwe voorzitter van de partij.

## Personaliteiten
- Gérard Deprez
- Marie-Christine Marghem
- Philippe Collard
- Alain Courtois
- Jean-Jacques Flahaux
- Richard Fournaux